# St. Jakobshalle
St. Jakobshalle je víceúčelová aréna ve švýcarském městě Münchenstein, ležícím v těsném sousedství Basileje. Využívaná byla již od roku 1975, ale k oficiálnímu otevření došlo 26. září 1976. Uskutečňují se v ní různé sportovní události a hudební koncerty. Kapacita hlavní velké haly činila 9 000 diváků, malé haly pak 1 500 návštěvníků. Po rekonstrukci v letech 2015–2018 se kapacita velké haly zvýšila až na 12 000 diváků. Architektem byl Giovanni Panozzo.

## Sportovní akce
Od roku 1995 hala každoročně hostí na závěr sezóny profesionální tenisový turnaj mužů Swiss Indoors. Po úspěších basilejského rodáka Rogera Federera, sportovní ředitel haly v červnu 2009 oznámil, že by se měla aréna přejmenovat na „Roger Federer Arena“. Od roku 1991 v ní také probíhá Mezinárodní mistrovství Švýcarska v badmintonu, Swiss Open.
V roce 1998 se aréna stala dějištěm Mistrovství světa v ledním hokeji a o osm let později mužského Mistrovství Evropy 2006 v házené. Dne 20. ledna 2007 zde proběhl zápas mezi Nikolajem Valujevem a Jameelem McClinem o titul mistra světa v těžké váze boxu.
Roku 2012 se zde konalo Mistrovství světa v curlingu mužů.

## Kulturní akce
Životopis Boba Dylana nazvaný Chronicles: Volume One uvádí, že se zpěvák po koncertu v této hale rozhodl pokračovat v turné „Never Ending Tour“. Pořádají se zde také největší švýcarský dance festival „Sonic“ a silvestrovská oslava „Big Bang-Silvesterparty“.
V roce 2025 se v této hale uskutečnil 69. ročník hudební soutěže Eurovision Song Contest po vítězství Švýcarska v předchozím ročníku.

## Renovace
V lednu 2015 schválila Velká rada Basilej půjčku ve výši 105 milionů švýcarských franků na rekonstrukci a modernizaci haly 89 hlasy pro a jedním zdržením se hlasování, která byla realizována v roce 2018. Kapacita haly se zvýšila na 12 000 míst. Zvýšení o 3 000 míst bylo výsledkem modernizace protipožární ochrany a únikových cest.